# SOUND VOLTEX III GRAVITY WARS Konami Game Station
SOUND VOLTEX III GRAVITY WARS Konami Game Station (anteriormente subtitulado como  e-AMUSEMENT CLOUD) fue la primera entrega de SOUND VOLTEX para PC basada en el videojuego SOUND VOLTEX III GRAVITY WARS. A diferencia de las entregas de la misma serie, las cuales son lanzadas para arcade, esta entrega se lanzó para computadora, la cual funciona con el sistema e-AMUSEMENT; requiere tanto de una cuenta usuario como una tarjeta E-AMUSEMENT Pass.
Fue mostrado por primera vez en la exposición JAEPO 2017, ubicado en el centro de convenciones Makuhari Messe, Prefectura de Chiba, en Japón. También junto al videojuego, se exhibió el controlador oficial para el mismo de nombre SOUND VOLTEX CONSOLE -NEMSYS- Ultimate Model, cuyo controlador se utiliza para ejecutar las notas del videojuego.

## Desarrollo
En 12 de mayo de 2017, se estrenó la versión de prueba de nombre Alfa del videojuego disponible para descargar a modo de instalador. Una vez creado un perfil en el videojuego, el jugador recibía un total de mil boletos de manera gratuita para jugar de manera limitada. Esta versión estuvo vigente hasta el 15 de junio del mismo año, cuando se lanzó la versión Beta como instalador. Para los que tuvieron la versión alfa desde un inicio, el instalador funciona como una actualización.
La versión beta se caracteriza por tener una interfaz mejorada y detallada, un total de 630 canciones, y ya se puede adquirir boletos mediante pago vía e-Amusement Pass, y el jugador puede pagar por la cantidad de boletos que desee comprar. Sin embargo, al pasar a esta versión, todo el progreso que se haya avanzado en el juego se perderá, eso incluye también los ítems que haya podido conseguir mediante la adquisición de puntos como el perfil de usuario.

## Características principales
- El juego se puede ejecutar con el monitor posicionado tanto en vertical, similar a la versión arcade, como en horizontal.
- El videojuego utiliza la escala de dificultad del uno al veinte y el puntaje analizado, ambas características introducidas por primera vez en SOUND VOLTEX IV HEAVENLY HAVEN.
- Al igual que beatmania IIDX INFINITAS, este juego también requiere del servicio Konami Game Station (Anteriormente e-amusement CLOUD) para ser ejecutado.

## Modo de pago
Además del sistema de pago mensual para el modo Infinity (modo consola), el modo en línea (arcade original) requiere la compra de boletos de nombre VOLTEX コナステ (Voltex Konaste o Voltex Konami Station) para jugar unas cuantas rondas. Los boletos requieren del sistema PASELI para adquirirlos, y pueden ser comprados por las siguientes cantidades (en yenes):
- 5 tickets: 110 yenes
- 25 tickets (más 1 gratis): 550 yenes
- 50 tickets (más 4 gratis): 1100 yenes
- 100 tickets (más 12 gratis): 2200 yenes
- 200 tickets(más 35 gratis): 4400 yenes

Los siguientes modalidades de juego y sus costos son los siguientes:
- Light Start - Cinco boletos (tres en la versión alfa)
- Standard Start - Seis boletos (cuatro en la versión alfa)
- Blaster Start - Diez boletos (seis en la versión alfa)
- Endless Start - Dos boletos por canción, uno cada 3 canciones.

## Modo de juego

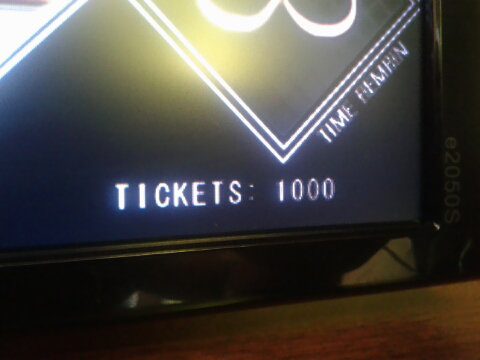
En la versión Alfa, el jugador contaba aproximadamente con 1000 boletos para jugar.

El objetivo principal del juego es completar las misiones del mismo; las misiones están a modo historia (solo para el modo en línea), y está protagonizado principalmente por tres estudiantes de una escuela secundaria de nombre Borte Gakuen (ボルテ学園 Borute Gakuen?). A medida que el jugador complete una misión, se le dará Blc ("Blocks") y/o Pc ("Packets") como recompensas. Estos últimos se utilizan para adquirir niveles de dificultad para canciones y cartas Appeal cards.
Además del modo Online, se encuentra un modo Infinity, en donde el jugador puede elegir una de unas pocas canciones (a diferencia de más de 1000 del modo Online considerando a Vivid Wave). Algunas solo son vendidas mediante packs. Sin embargo, existen limitaciones, como el puntaje que no puede ser transferido a la arcade, no se puede obtener Blc ("Blocks") y/o Pc ("Packets"), ni avanzar la historia.

## Lista de canciones
La siguiente tabla muestra las nuevas canciones introducidas en el juego:

### Beta test songlist
| Nombre                                                        | Artista                                    | BPM              |                  |                  |                  |
| Konami Originals                                              | Konami Originals                           | Konami Originals | Konami Originals | Konami Originals | Konami Originals |
| ------------------------------------------------------------- | ------------------------------------------ | ---------------- | ---------------- | ---------------- | ---------------- |
| AΩ                                                            | BlackY                                     | 208              |                  |                  |                  |
| archive::zip                                                  | kamome sano                                | 185              |                  |                  |                  |
| Blastix Riotz                                                 | かめりあ as "Bang Riot"                    | 256              |                  |                  |                  |
| Celestial stinger                                             | Noah                                       | 259              |                  |                  |                  |
| cloud                                                         | EZFG                                       | 143              |                  |                  |                  |
| Completeness Under Incompleteness                             | かめりあ as "Reverse of Riot"              | 194              |                  |                  |                  |
| Destroy                                                       | Yooh                                       | 195              |                  |                  |                  |
| DIABLOSIS::Nāga                                               | sky_delta                                  | 200              |                  |                  |                  |
| dilemma                                                       | 豚乙女                                     | 128              |                  |                  |                  |
| ERROR CODE                                                    | C-Show                                     | 110              |                  |                  |                  |
| FLügeL《Λrp:ΣggyØ》                                           | かねこちはる                               | 120-240          |                  |                  |                  |
| Get back here                                                 | Hommarju                                   | 200              |                  |                  |                  |
| Go↓Go↑Girls&Boys!                                             | 松下feat.Sota & wac                        | 158              |                  |                  |                  |
| good high school                                              | baker                                      | 150              |                  |                  |                  |
| HAELE III ～Angel Worlds～                                    | Yu_Asahina ft. Ritsuka                     | 185              |                  |                  |                  |
| Ha･lle･lu･jah                                                 | SOUND HOLIC feat. Nana Takahashi           | 150              |                  |                  |                  |
| INDEPENDENT SKY                                               | SOUND HOLIC feat. Nana Takahashi           | 170              |                  |                  |                  |
| Inixia                                                        | xi                                         | 217              |                  |                  |                  |
| It's over                                                     | ゆよゆっぺ feat.めらみぽっぷ               | 144              |                  |                  |                  |
| Iterator                                                      | yanagi                                     | 130              |                  |                  |                  |
| KAC 2012 ULTIMATE MEDLEY -HISTORIA SOUND VOLTEX-              | FLOOR LEGENDS -KAC 2012-                   | 200              |                  |                  |                  |
| KAC 2013 ULTIMATE MEDLEY -HISTORIA SOUND VOLTEX- Emperor Side | FLOOR LEGENDS -KAC 2013-                   | 30-234           |                  |                  |                  |
| Lord=Crossight                                                | ぺのれり                                   | 154              |                  |                  |                  |
| Love♡sicK                                                     | 8#Prince(八王子P)                          | 132              |                  |                  |                  |
| NEO TREASON                                                   | lapix                                      | 200              |                  |                  |                  |
| Never Fails                                                   | lapix                                      | 151              |                  |                  |                  |
| Ok!! Hug Me                                                   | はるなば                                   | 210              |                  |                  |                  |
| Preserved Valkyria                                            | ぺのれり                                   | 115-220          |                  |                  |                  |
| Pure Evil                                                     | kors k                                     | 190              |                  |                  |                  |
| PULSE LASER                                                   | ヒゲドライバー                             | 165              |                  |                  |                  |
| Rebellious stage                                              | Dios/シグナルP                             | 160              |                  |                  |                  |
| Renegade Fruits                                               | t+pazolite                                 | 240              |                  |                  |                  |
| RPGシンドローム                                               | 幽閉カタルシス                             | 170              |                  |                  |                  |
| TYCOON                                                        | SOUND HOLIC feat. Nana Takahashi           | 170              |                  |                  |                  |
| U&M                                                           | emon                                       | 128              |                  |                  |                  |
| Virtual Sunrise                                               | kors k                                     | 170              |                  |                  |                  |
| VOLTEXES III                                                  | Sota Fujimori                              | 180              |                  |                  |                  |
| wound                                                         | KEENO                                      | 185              |                  |                  |                  |
| XROSS THE XOUL                                                | BlackY vs. Yooh                            | 194              |                  |                  |                  |
| バタフライキャット                                            | daniwell                                   | 167              |                  |                  |                  |
| 不思議玩具ガンガラディンドン                                  | マチゲリータ                               | 150              |                  |                  |                  |
| 月光乱舞                                                      | P*Light                                    | 186              |                  |                  |                  |
| ごりらがいるんだ                                              | ピノキオP                                  | 160              |                  |                  |                  |
| ごりらがいるんだ ～かぼちゃがうたってみたver～                | ピノキオP feat. かぼちゃ                   | 160              |                  |                  |                  |
| 無双                                                          | SOUND HOLIC Vs. VENUS feat. Nana Takahashi | 180              |                  |                  |                  |
| ナナイロ                                                      | otetsu                                     | 230              |                  |                  |                  |
| 西日暮里の踊り                                                | 家の裏でマンボウが死んでるP                | 140              |                  |                  |                  |
| サイコパスコミュニケーション                                  | ゆちゃP                                    | 204              |                  |                  |                  |
| 世界はネコのもの                                              | Nem                                        | 157              |                  |                  |                  |
| とある少年の一日                                              | 蝶々P                                      | 142              |                  |                  |                  |
| つぶやき魔法少女りむる                                        | DJ SHARPNEL feat. みらい                   | 190              |                  |                  |                  |
| ウエンレラの氷華                                              | Cororo                                     | 200              |                  |                  |                  |
| ヤサイマシ☆ニンニクアブラオオメ                               | azuma feat. ななひら                       | 180              |                  |                  |                  |
| Concurso de canciones originales KAC2013                      |                                            |                  |                  |                  |                  |
| Erlung                                                        | 削除                                       | 140              |                  |                  |                  |
| Concurso de canciones originales The 4th KAC                  |                                            |                  |                  |                  |                  |
| Asian Chip City                                               | 提供                                       | 180              |                  |                  |                  |